# Jamaica – 179th Street (métro de New York)
Pour les articles homonymes, voir Jamaica.
Jamaica – 179th Street est une station souterraine du métro de New York située dans le quartier de Jamaica dans le Queens. Elle est située sur l'IND Queens Boulevard Line (métros bleus et orange) issue du réseau de l'ancien Independent Subway System (IND). Sur la base de la fréquentation, la station figurait au 60e rang sur 421 en 2012.
Au total, deux services y circulent :
- les métros F y transitent 24/7 ;
- les métros E (dont la station constitue le terminus est) y circulent sous forme d'une desserte spéciale pendant les heures de pointe.